# Luis Alberto
Luis Alberto Romero Alconchel (* 28. September 1992 in San José del Valle, Provinz Cádiz) ist ein spanischer Fußballspieler. Der Mittelfeldspieler steht beim al-Duhail SC in Katar unter Vertrag.

## Karriere

### Verein
Luis Alberto entstammt der Jugendabteilung des FC Sevilla, der er seit 2003 angehörte. Zwischen 2009 und 2012 spielte er für das B-Team des FC Sevilla. In dieser Zeit erzielte er 25 Treffer in 75 Drittligaspielen. Am 16. April 2011 bestritt er sein erstes Spiel in der Primera División. Bei der 0:1-Niederlage des FC Sevilla gegen den FC Getafe wurde er in der 63. Minute eingewechselt. Nach einem weiteren in dieser und fünf weiteren Erstligaeinsätzen in der darauffolgenden Saison wechselte Luis Alberto im Sommer 2012 leihweise zur B-Mannschaft des FC Barcelona.
Zur Saison 2013/14 wechselte Luis Alberto in die englische Premier League zum FC Liverpool für eine Ablösesumme von acht Millionen Euro. In der Premier League kam er neun Mal zum Einsatz. Für die Saison 2014/15 wurde er an den FC Málaga ausgeliehen, für die er in 15 Ligaeinsätzen zwei Tore geschossen hat und eine Vorlage verbucht. Die Saison 2015/16 spielte Luis Alberto auf Leihbasis bei Deportivo La Coruña und wuchs zu einem Stammspieler heran. Er kam zu 13 Torbeteiligungen in 29 Ligaeinsätzen.
2016 wechselte er für vier Millionen Euro zum italienischen Erstligisten Lazio Rom in die Serie A.
Am 11. Juni 2024 wechselte Luis Alberto für 12 Millionen Euro plus Bonus zum al-Duhail SC.

### Nationalmannschaft
Am 11. November 2017 feierte Luis Alberto sein Debüt für die Spanische Fußballnationalmannschaft, wo er beim 5:0-Sieg gegen Costa Rica in der 74. Minute für Andrés Iniesta eingewechselt wurde. Danach wurde er für die Nationalmannschaft nicht mehr berücksichtigt.

## Erfolge
Lazio Rom
- Italienischer Supercupsieger: 2017, 2019
- Italienischer Pokalsieger: 2018/19

Auszeichnungen
- Spieler des Monats der Serie A: Februar 2020
- Team des Jahres der Serie A: 2020